# Mirka Pigulla

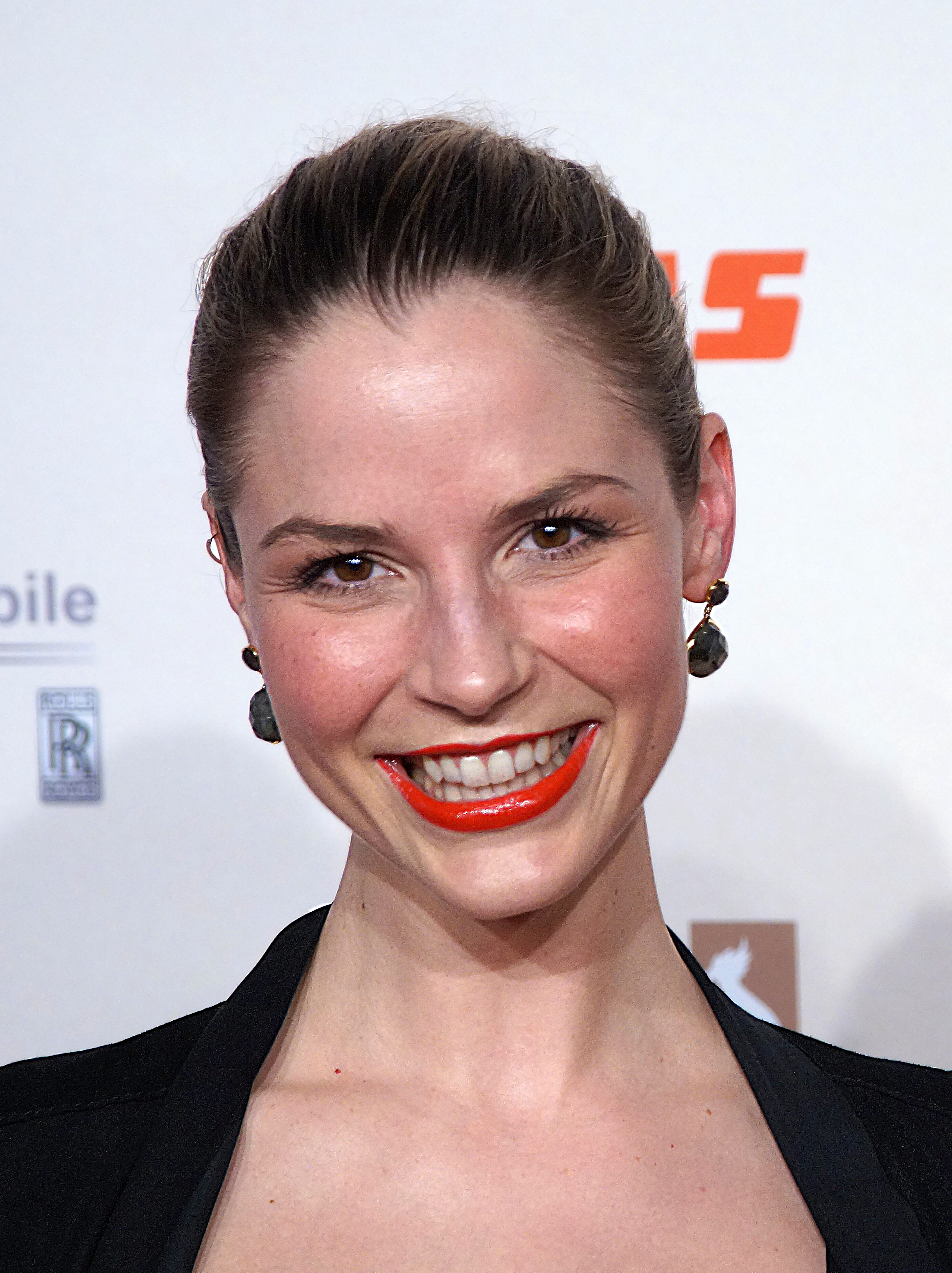
Mirka Pigulla (2016)

Mirka Pigulla (* 18. Mai 1985 in Bergisch Gladbach) ist eine deutsche Schauspielerin. Bekannt wurde sie durch die Fernsehserie In aller Freundschaft – Die jungen Ärzte, in der sie die Rolle der Julia Berger spielt.

## Leben und Karriere
Pigulla wuchs in Köln auf und nahm nach dem Abitur zunächst Schauspiel- und Sprechunterricht an der Folkwang Universität der Künste. Zwischen 2008 und 2012 studierte sie Schauspiel an der Hochschule für Musik, Theater und Medien Hannover. Bereits vor Studienbeginn wirkte Pigulla an mehreren Kurzfilmen mit und war am Jungen Theater Leverkusen in verschiedenen Rollen zu sehen, unter anderem in Frühlingserwachen in der Regie von Malte Wirtz. Von 2011 bis 2014 spielte sie als Ensemblemitglied am Schauspiel Hannover in diversen Produktionen, darunter als Hauptdarstellerin in Nora oder Ein Puppenheim. Seit Januar 2015 ist Pigulla in der ARD-Serie In aller Freundschaft – Die jungen Ärzte in der Hauptrolle der Dr. Julia Berger zu sehen.

## Filmografie
- 2007: Mit einem Fuß im Himmel (Kurzfilm)
- 2011: Hostelsuckers (Kurzfilm)
- 2011: Tatort: Der illegale Tod (Fernsehreihe)
- 2012: Flemming (Fernsehserie, Folge: Die alte Kommissarin)
- 2012: Halbe Hundert (Fernsehfilm)
- 2012: Der Mann, der alles kann
- 2014: Nach einem Traum (Kurzfilm)
- 2014: In Your Dreams – Sommer ohne Eltern (Fernsehserie, 4 Folgen)
- 2014: Heiter bis tödlich: Koslowski & Haferkamp (Fernsehserie, Folge: Der Einprozenter)
- 2014: Liebe am Fjord – Die Frau am Strand (Fernsehfilm)
- 2014: Die Lichtenbergs – zwei Brüder, drei Frauen und jede Menge Zoff (Fernsehfilm)
- seit 2015: In aller Freundschaft – Die jungen Ärzte[7]
- 2017: Großstadtrevier (Fernsehserie, Folge: Wer ist Lothar Krüger?)
- 2018: Helen Dorn: Schatten der Vergangenheit (Fernsehfilm)
- 2019, 2021: SOKO Leipzig (Fernsehserie, verschiedene Rollen, Folgen: Bewährungsprobe, Betrogen)
- 2019: In aller Freundschaft – Die jungen Ärzte – Ganz in Weiß (Fernsehfilm)
- 2020: SOKO Köln (Fernsehserie, Folge: Tod eines Elefanten)
- 2021: In aller Freundschaft – Die Krankenschwestern (Fernsehserie, Folge: Glücklich – Unglücklich)
- 2021: Bettys Diagnose (Fernsehserie, Folge: Eiskalt erwischt)
- 2021: In aller Freundschaft (Fernsehserie, Folge: Gefühlschaos)
- 2021: In aller Freundschaft – Die jungen Ärzte – Adventskind (Fernsehfilm)
- 2023: Wilsberg: Wut und Totschlag (Fernsehreihe)
- 2024: Tango to go (Kurzfilm)